# حقول القتل (فلم)
حقول القتل (بالإنجليزية: The Killing Fields) هو فيلم دراما تم إنتاجه في المملكة المتحدة وصدر في سنة 1984.

## بطولة
- جون مالكوفيتش
- هاينغ سومنانغ نغور

### ترشيحات وجوائز
| السنة | الحدث  | الفئة                  | النتيجة |
| ----- | ------ | ---------------------- | ------- |
|       | أوسكار | أفضل تصوير سينمائي     | فوز     |
|       | أوسكار | أفضل ممثل في دور مساعد | فوز     |
|       | أوسكار | أفضل مونتاج            | فوز     |
|       | أوسكار | أفضل فيلم              | ترشـيـح |
|       | أوسكار | أفضل إخراج             | ترشـيـح |
|       | أوسكار | أفضل سيناريو مقتبس     | ترشـيـح |
|       | أوسكار | أفضل ممثل في دور رئيس  | ترشـيـح |

## الميزانية والإيرادات
بلغت تكلفة إنتاج الفيلم حوالي 14.4 مليون دولار بينما حقق أرباحا تقدر بـ 34,700,291 دولار.

## وصلات خارجية
- مقالات تستعمل روابط فنية بلا صلة مع ويكي بيانات